# Manatí (Portoryko)
Manatí – miasto w północnej części Portoryko, w aglomeracji San Juan. Zostało założone w 1738. Jest siedzibą gminy Manatí. Według danych szacunkowych na rok 2000 liczy 45 409 mieszkańców. Burmistrzem miasta jest Juan "Bin" Cruz Manzano.